# Ordino
Ordino è un comune di Andorra, il più settentrionale del Paese con 4 396 abitanti (dato 2010). I suoi abitanti si chiamano Ordinencs. La festa patronale cade il 16 settembre, la festa del Rosario la prima domenica di luglio.
La località è situata nella parte settentrionale del paese, alla confluenza del torrente di Cegudet e della ribiera d'Ordino. Il 33% del territorio comunale è ricoperto da foreste
La parte centrale del paese, che conta 2 809 abitanti (dato 2010), è costituita dalla piazza e dalla chiesa. La chiesa parrocchiale di Sant Corneli i Sant Cebrià d'Ordino non conserva elementi che permettano di datarla. La chiesa è documentata per la prima volta nell'atto di consacrazione, del XVII secolo.Presenta un campanile a pianta quadrata con un orologio e finestre ad arco. La copertura piramidale ricorda i campanili delle chiese di Canillo e La Massana.

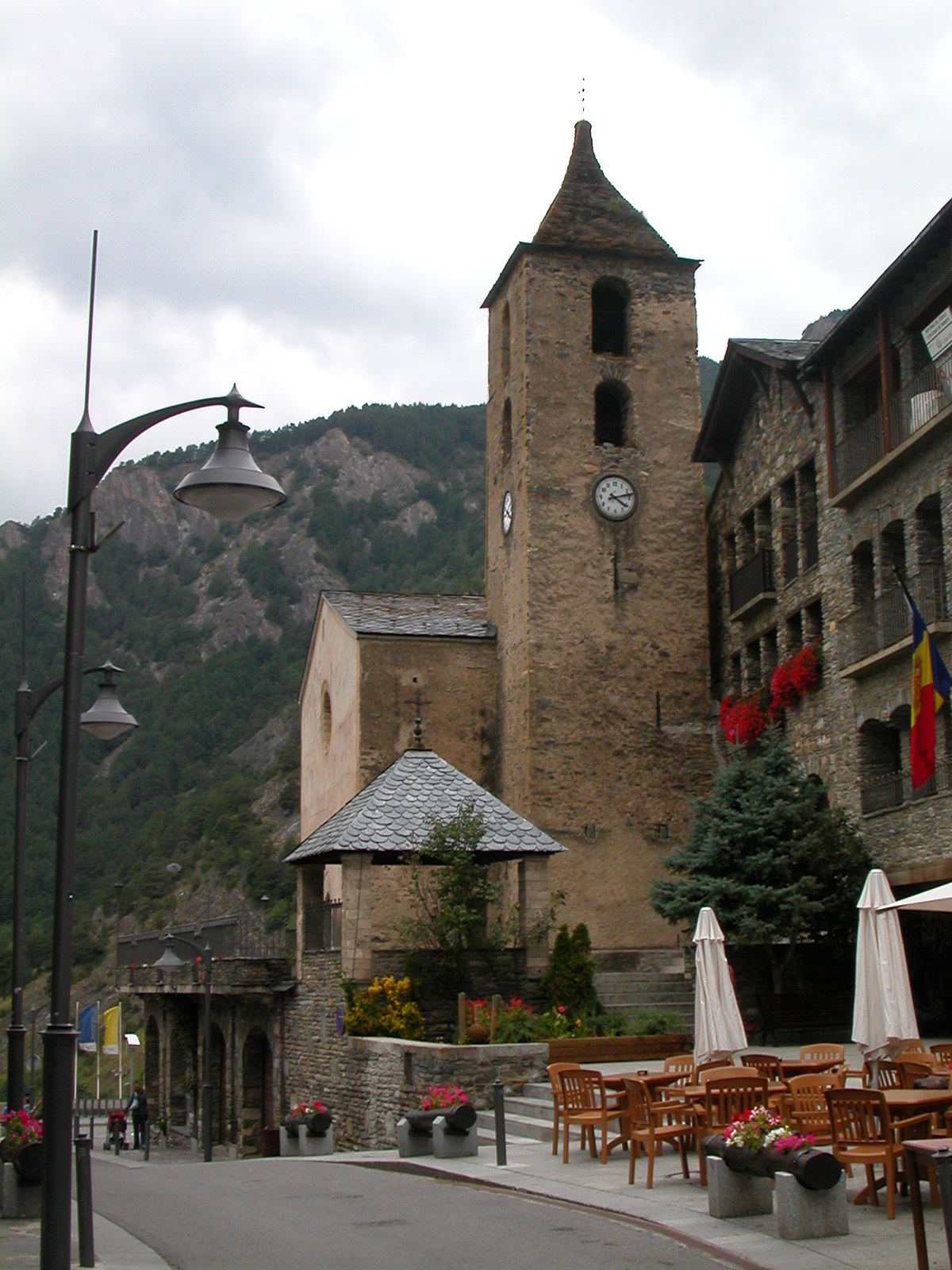
Plaça Major e chiesa dei Santi Cornelio e Cebrià

La Casa Areny-Plandolit, sulla strada principale, conserva ancora un buon esempio di nobiltà rurale. I suoi padroni, gli Areny, e poi i Plandolit, furono baroni di Senaller e Gramenet. L'edificio fu costruito nel 1631 sopra un edificio precedente di cui si conserva parte della porta con incisa la data 1613. La casa subì diverse modifiche nel corso dei secoli, la più importante datata 1849. La casa aveva al piano basso le celle e le stalle. Al piano superiore si trovava una grande sala da pranzo attorno alla quale si trovavano la cucina, le camere da letto, la cappella e lo scrittoio. La casa è stata attualmente riorganizzata a museo etnografico locale.
A fianco a Casa Areny-Plandolit, si trovano l'Auditorium Nazionale di Andorra, e il Museo Postale, con una bella collezione di francobolli di Andorra, emessi sia dalle poste francesi che da quelle spagnole, e la storia delle poste ad Andorra.
La Casa Fiter-Riba, è appartenuta all'altra grande famiglia di Ordino.

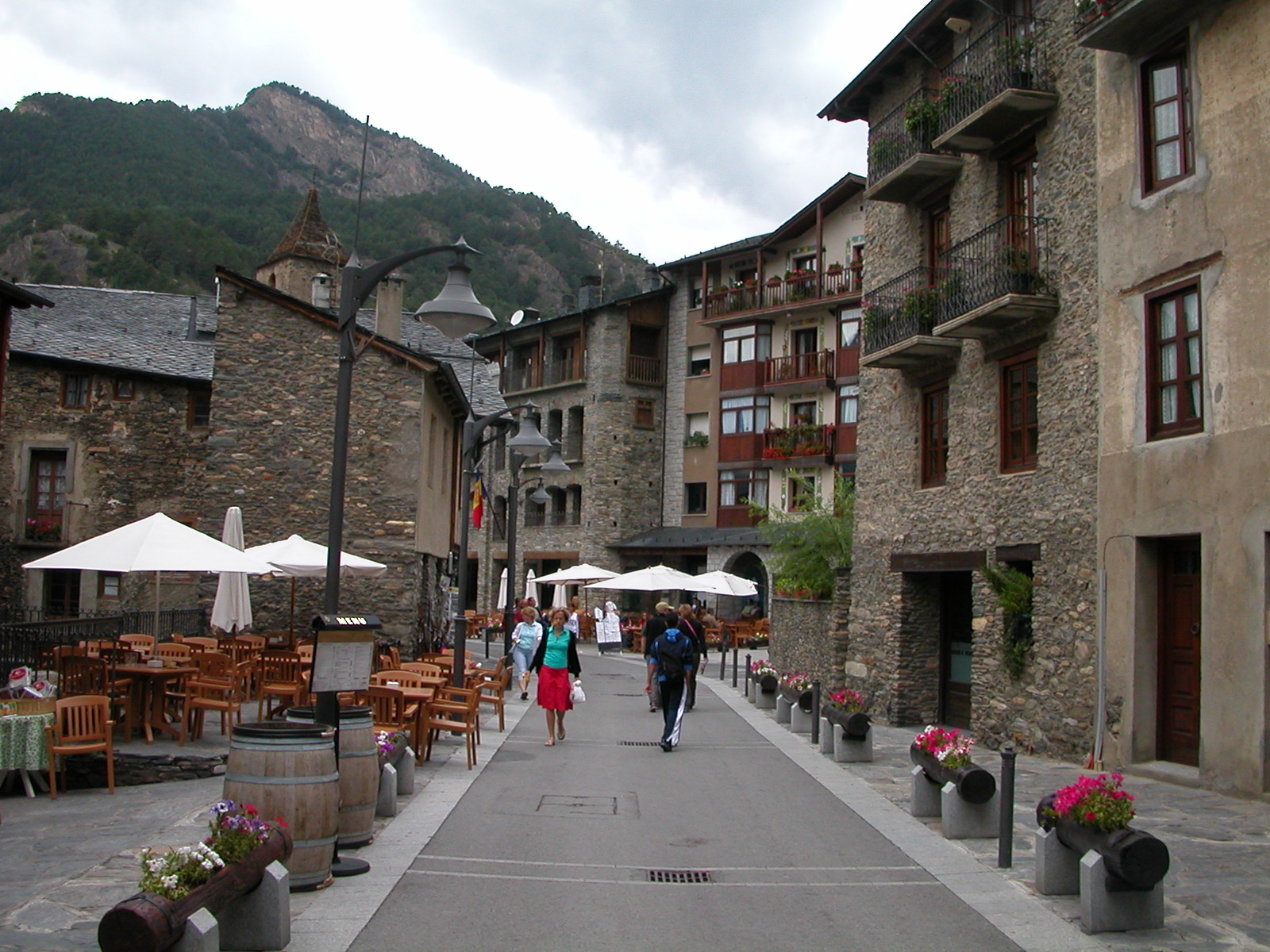
Via del paese

La festa major si celebra il 16 settembre e la festa del rosario la prima settimana di luglio.

## Geografia antropica

### Frazioni
Frazioni comunali sono le seguenti località:
- Segudet
- Sornas
- Ansalonga
- La Cortinada
- Arans
- Llorts
- El Serrat

## Società

### Evoluzione demografica
Abitanti censiti